# Mitsubishi X-2 Shinshin
Mitsubishi X-2 Shinshin (anteriormente o ATD-X) é um avião experimental japonês para testar tecnologias avançadas de aviões furtivos. Está sendo desenvolvido pelo Instituto de Pesquisa e Desenvolvimento Técnico do Ministério da Defesa do Japão (TRDI) para fins de pesquisa. O principal contratante do projeto é a Mitsubishi Heavy Industries. Muitos consideram este avião como o primeiro caça furtivo feito no Japão. ATD-X é um acrônimo para "Advanced Technology Demonstrator - X". A aeronave é amplamente conhecida no Japão como Shinshin (心神 ?, que significa "mente"), embora o próprio nome seja um nome de código antigo dentro das Forças de Autodefesa do Japão e não esteja oficialmente em uso.